# Theridion epiense
Theridion epiense är en spindelart som beskrevs av Lucien Berland 1938. Theridion epiense ingår i släktet Theridion och familjen klotspindlar. Inga underarter finns listade i Catalogue of Life.